# Hieracium altaneuense
Hieracium altaneuense es una especie de planta con flor del género Hieracium, de la familia Asteraceae, orden Asterales.

## Distribución
Hieracium altaneuense se distribuye por España.

## Taxonomía
Fue descrita científicamente por Mateo & Egido. Fue publicada en Flora Montiber. 60: 116 (2015).